# Mercedes-Benz Т-класс
Mercedes-Benz T-класс (кузовной индекс W420) – серия люксовых субкомпактвенов от немецкого производителя Mercedes-Benz, построенный совместно с Renault на базе Mercedes-Benz Citan, позиционируясь как более люксовая и семейная версия, выпускаемая с 2022 года.

## История
Автомобиль был представлен весной 2022 года. Модель позиционируется как более роскошная версия Mercedes-Benz Citan. Автомобиль внешне отличается только решеткой радиатора, и бамперами, окрашенными в цвет кузова в базовой версии. В серийное производство автомобиль пошел в мае того же года.